# The Hundred 2024
Die The Hundred 2024 war die vierte Ausgabe des Cricketwettbewerbs The Hundred für Franchises in England und Wales im 100-Ball Cricket. Der Frauen- und Männer-Wettbewerb wurden dabei zusammen ausgetragen. Bei den Frauen setzten sich die London Spirit mit 4 Wickets gegen Welsh Fire durch. Bei den Männern gewannen die Oval Invincibles mit 17 Runs gegen die Southern Brave.

## Vorgeschichte
Die Saison war von Diskussionen geprägt Anteile an den Teams an private Investoren zu verkaufen. Bisher besaß der England and Wales Cricket Board die alleinigen Anteile an den Mannschaften, doch wurde erwogen einen Mehrheitsanteil an die jeweils assoziierten Counties zu geben und eine Minderheit an andere private Investoren zu verkaufen. Dabei hoffte man vorwiegend auf Investoren aus der Indian Premier League.

## Teilnehmer
An der The Hundred 2021 nahmen acht Franchises teil:
| Team                   | Stadt       | Stadion                     |
| ---------------------- | ----------- | --------------------------- |
| Birmingham Phoenix     | Birmingham  | Edgbaston Cricket Ground    |
| London Spirit          | London      | Lord’s Cricket Ground       |
| Manchester Originals   | Manchester  | Old Trafford Cricket Ground |
| Northern Superchargers | Leeds       | Headingley Cricket Ground   |
| Oval Invincibles       | London      | The Oval                    |
| Southern Brave         | Southampton | Rose Bowl                   |
| Trent Rockets          | Nottingham  | Trent Bridge                |
| Welsh Fire             | Cardiff     | Sophia Gardens              |

## Ergebnisse

### Frauen

#### Ligaphase
Tabelle
| Teams                  | Sp. | S | N | U | NR | P  | NRR    |
| ---------------------- | --- | - | - | - | -- | -- | ------ |
| Welsh Fire             | 8   | 5 | 2 | 0 | 1  | 11 | +0.334 |
| Oval Invincibles       | 8   | 5 | 2 | 1 | 0  | 11 | +0.034 |
| London Spirit          | 8   | 4 | 3 | 1 | 0  | 9  | +0.080 |
| Northern Superchargers | 8   | 3 | 3 | 1 | 1  | 8  | +0.942 |
| Trent Rockets          | 8   | 4 | 4 | 0 | 0  | 8  | –0.407 |
| Manchester Originals   | 8   | 3 | 4 | 0 | 1  | 7  | –0.398 |
| Birmingham Phoenix     | 8   | 3 | 4 | 0 | 1  | 7  | –0.742 |
| Southern Brave         | 8   | 1 | 6 | 1 | 0  | 3  | –0.675 |

#### Playoffs
Eliminator
| 17. August Scorecard | London (Oval) | Oval Invincibles 113-9 (100 Bälle)  | – | London Spirit 116-2 (93 Bälle) |
|                      |               | London Spirit gewinnt mit 8 Wickets |   |                                |

 Finale
| 18. August Scorecard | London (Lord’s) | Welsh Fire 115-8 (100 Bälle)        | – | London Spirit 118-6 (98 Bälle) |
|                      |                 | London Spirit gewinnt mit 4 Wickets |   |                                |

### Männer

#### Ligaphase
Tabelle
| Teams                  | Sp. | S | N | NR | P  | NRR    |
| ---------------------- | --- | - | - | -- | -- | ------ |
| Oval Invincibles       | 8   | 6 | 2 | 0  | 12 | +0.893 |
| Birmingham Phoenix     | 8   | 6 | 2 | 0  | 12 | +0.402 |
| Southern Brave         | 8   | 5 | 2 | 1  | 11 | +0.595 |
| Northern Superchargers | 8   | 5 | 2 | 1  | 11 | –0.453 |
| Trent Rockets          | 8   | 4 | 4 | 0  | 8  | +0.348 |
| Welsh Fire             | 8   | 2 | 4 | 2  | 6  | –0.215 |
| Manchester Originals   | 8   | 1 | 7 | 0  | 2  | –0.886 |
| London Spirit          | 8   | 1 | 7 | 0  | 2  | –0.975 |

#### Playoffs
Eliminator
| 17. August Scorecard | London (Oval) | Southern Brave 126-6 (100 Bälle) / 11/0              | – | Birmingham Phoenix 126-7 (100 Bälle) / 7/2 |
|                      |               | Unentschieden (Southern Brave gewinnt im Super Five) |   |                                            |

 Finale
| 18. August Scorecard | London (Lord’s) | Oval Invincibles 147-9 (100 Bälle)   | – | Southern Brave 130-7 (100 Bälle) |
|                      |                 | Oval Invincibles gewinnt mit 17 Runs |   |                                  |

## Statistiken
Die folgenden Cricketstatistiken wurden bei diesem Turnier erzielt.

### Frauen
| 100-Ball-Cricket     | 100-Ball-Cricket       | 100-Ball-Cricket | 100-Ball-Cricket | 100-Ball-Cricket | 100-Ball-Cricket | 100-Ball-Cricket | 100-Ball-Cricket | 100-Ball-Cricket |
| Batting              | Batting                | Batting          | Batting          | Batting          | Batting          | Batting          | Batting          | Batting          |
| Spieler              | Mannschaft             | Spiele           | Innings          | Runs             | Average          | HS               | 100s             | 50s              |
| -------------------- | ---------------------- | ---------------- | ---------------- | ---------------- | ---------------- | ---------------- | ---------------- | ---------------- |
| Natalie Sciver-Brunt | Trent Rockets          | 8                | 8                | 303              | 60,60            | 60*              | 0                | 3                |
| Heather Knight       | London Spirit          | 10               | 10               | 271              | 45,16            | 65*              | 0                | 1                |
| Georgia Redmayne     | London Spirit          | 10               | 10               | 229              | 28,62            | 66*              | 0                | 2                |
| Danni Wyatt-Hodge    | Southern Brave         | 8                | 8                | 227              | 32,42            | 61               | 0                | 2                |
| Alice Capsey         | Oval Invincibles       | 9                | 9                | 222              | 24,66            | 59               | 0                | 2                |
| Bowling              |                        |                  |                  |                  |                  |                  |                  |                  |
| Spieler              | Mannschaft             | Spiele           | Overs            | Wickets          | Average          | BBI              | 5W               | 10W              |
| Linsey Smith         | Northern Superchargers | 7                | 27.0             | 15               | 9,66             | 3/12             | 0                | 0                |
| Sarah Glenn          | London Spirit          | 10               | 39.0             | 13               | 17,00            | 4/22             | 0                | 0                |
| Jess Jonassen        | Welsh Fire             | 8                | 30.4             | 12               | 14,16            | 3/17             | 0                | 0                |
| Freya Davies         | Welsh Fire             | 8                | 28.0             | 11               | 12,00            | 2/12             | 0                | 0                |
| Marizanne Kapp       | Oval Invincibles       | 9                | 31.0             | 11               | 13,90            | 4/11             | 0                | 0                |
| Emily Arlott         | Birmingham Phoenix     | 8                | 27.0             | 11               | 16,81            | 2/19             | 0                | 0                |
| Hayley Matthews      | Welsh Fire             | 8                | 28.3             | 11               | 17,09            | 4/14             | 0                | 0                |

### Männer
| 100-Ball-Cricket | 100-Ball-Cricket       | 100-Ball-Cricket | 100-Ball-Cricket | 100-Ball-Cricket | 100-Ball-Cricket | 100-Ball-Cricket | 100-Ball-Cricket | 100-Ball-Cricket |
| Batting          | Batting                | Batting          | Batting          | Batting          | Batting          | Batting          | Batting          | Batting          |
| Spieler          | Mannschaft             | Spiele           | Innings          | Runs             | Average          | HS               | 100s             | 50s              |
| ---------------- | ---------------------- | ---------------- | ---------------- | ---------------- | ---------------- | ---------------- | ---------------- | ---------------- |
| James Vice       | Southern Brave         | 10               | 10               | 424              | 53,00            | 90*              | 0                | 4                |
| Ben Duckett      | Birmingham Phoenix     | 7                | 7                | 269              | 67,25            | 92               | 0                | 2                |
| Phil Salt        | Manchester Originals   | 8                | 8                | 228              | 28,50            | 61               | 0                | 2                |
| Nicholas Pooran  | Northern Superchargers | 8                | 7                | 227              | 45,40            | 66*              | 0                | 3                |
| Jordan Cox       | Oval Invincibles       | 7                | 7                | 214              | 42,80            | 61*              | 0                | 1                |
| Bowling          |                        |                  |                  |                  |                  |                  |                  |                  |
| Spieler          | Mannschaft             | Spiele           | Overs            | Wickets          | Average          | BBI              | 5W               | 10W              |
| Adam Zampa       | Oval Invincibles       | 9                | 36.0             | 19               | 11,57            | 4/17             | 0                | 0                |
| Tymal Mills      | Southern Brave         | 10               | 37.0             | 19               | 15,10            | 4/16             | 0                | 0                |
| Sam Curran       | Oval Invincibles       | 9                | 29.0             | 17               | 10,52            | 5/16             | 1                | 0                |
| Chris Jordan     | Southern Brave         | 10               | 36.0             | 15               | 16,00            | 3/19             | 0                | 0                |
| Tim Southee      | Birmingham Phoenix     | 9                | 34.0             | 14               | 13,78            | 5/12             | 1                | 0                |